# Oost-Afrikaanse Tijd
| zwart | UTC−1: Kaapverdische Tijd. |
| groen | UTC: West-Europese Tijd · Greenwich Mean Time.                                                                                                |
| blauw | UTC+1: Midden-Europese Tijd · West-Afrikaanse Tijd.                                                                                           |
| rood  | UTC+2: Midden-Europese Zomertijd · Oost-Europese Tijd · Centraal-Afrikaanse Tijd · West-Afrikaanse Zomertijd · Zuid-Afrikaanse Standaardtijd. |
| geel  | UTC+3: Oost-Europese Zomertijd · Oost-Afrikaanse Tijd.                                                                                        |
| grijs | UTC+4: Mauritiustijd · Seychellentijd. |

De Oost-Afrikaanse Tijd (Engels: East Africa Time; EAT) is een tijdzone die drie uur voorloopt op UTC (UTC+3). In deze tijdzone vallen een aantal landen in het oosten van Afrika. De tijdzone komt overeen met de Moskoutijd en de Oost-Europese Zomertijd
De theoretische zone van de Oost-Afrikaanse Tijd loopt van 37,5° oosterlengte tot 52,5° oosterlengte.
Vanwege de ligging nabij de evenaar van de landen in het gebied van de Oost-Afrikaanse Tijd wordt de zomertijd niet gehanteerd.
De landen die de EAT gebruiken zijn:
- Comoren
- Djibouti
- Eritrea
- Ethiopië
- Kenia
- Madagaskar
- Oeganda
- Somalië
- Soedan
- Tanzania